# Брюс, Александр Романович
Граф Александр Романович Брюс  (Александр Брюс, англ. Alexander Bruce; 1704—1760) — генерал-поручик, вице-губернатор Москвы, владелец усадьбы Глинки. Племянник и наследник петровского сподвижника Якова Брюса, от которого получил графский титул.

## Биография
Родился в семье первого обер-коменданта Петербурга, Романа Вилимовича Брюса. 7 мая 1722 года был определён на службу кондуктором Инженерного корпуса и в том же году послан за границу. После возвращения в Россию в 1726 году А. Р. Брюс был пожалован в прапорщики, а затем определён в кавалергардию; в 1727 году произведён в капитаны. В 1729 году он был назначен в адъютанты к генерал-фельдмаршалу князю В. В. Долгорукову, племянница которого княжна Анастасия Михайловна 26 июля 1729 года стала его женой. В 1731 году он был направлен в Царицынскую линию.
Во время войны за польское наследство в 1733 году А. Р. Брюс был назначен командиром вновь сформированного особого полка. В 1736 году принимал участие в Русско-турецкой войне 1735—1739 гг.: был в Крымском походе графа Миниха и в сражении при Соляном озере под командованием генерал-лейтенанта Измайлова; 9 декабря 1736 года Брюс был произведён в полковники и назначен командиром Ревельского драгунского полка. В 1737 году был при осаде Очакова, а затем в Днестровском (1738) и в Молдавском (1739) походах, участвовал во взятии Хотина.
После окончания войны с турками 14 февраля 1740 года произведён в генерал-майоры, а с 29 марта 1740 года короткое время был вице-губернатором Москвы.
В чине генерал-майора принимал участие в русско-шведской войне. Был отправлен в Финляндию в корпус генерал-аншефа Кейта, где он и пробыл до конца 1742 года. Летом 1745 году умерла его жена, а уже в декабре Брюс женился вторым браком на другой княжне Долгоруковой, Екатерине Алексеевне, бывшей невесте Петра II. Она умерла вскоре после свадьбы из-за простуды. Третьей избранницей Брюса стала юная Наталья Фёдоровна Колычёва (1730—1777). Его сын, Яков Александрович Брюс, стал последним в роду русских Брюсов.
В отставку был уволен с производством в генерал-поручики 25 апреля 1752 года. Был кавалером ордена Св. Анны.
Похоронен в своей усадьбе Глинки при Иоанно-Богословской церкви.

## В кино
Баллада о Беринге и его друзьях (1970), в роли Брюса — Владимир Эренберг.